# One Man Army Corps
One Man Army Corps (O.M.A.C.) ou Buddy Blank est un personnage de DC Comics créé par Jack Kirby en septembre 1974 et repris par John Byrne en 1991 sur une mini-série en 4 parties.

## Histoire
Dans le multivers antérieur à la Crise des Terres Multiples, il existait un monde parallèle appelé Terre AD, destinée au XXIe siècle à être envahie par des hommes-bêtes à la suite d'un cataclysme appelé « Grand Désastre ». Afin d'empêcher ce sinistre avenir d'arriver, des extraterrestres, les Visionnaires, fondèrent l'Agence de Paix Globale (AGP) afin de protéger la planète bleue de diverses menaces. Le point d'orgue de cette prévention fut la création par le savant Myron Forest d'un système informatique logé dans un satellite, l'Oeil, lequel pouvait transformer un être humain en OMAC (One Man Army Corps soit Corps d'Armée d'Un Homme), un être aussi puissant qu'une armée entière. Vivant entre la fin du XXIe et le début du XXIIe siècle, Buddy Blank, modeste ouvrier d'une usine, fut choisi pour devenir le sujet de ce projet, parce que son employeur, Pseudo-People, Inc. était soupçonné de tremper dans des affaires illégales, ce qui en faisait une recrue de choix. Myron Forest se livra donc sur lui à de la chirurgie électronique en vue de lui implanter des hormones artificielles lui permettant de s'interfacer à l'Oeil qui le frappait alors d'un rayon d'énergie le changeant en surhomme.
 Lors de sa première mission, OMAC mit à jour le projet de la Section D de Pseudo-People, Inc. qui avait créé des femmes synthétiques explosives pour se débarrasser des personnes gênantes. Par la suite, il fut appelé à prendre part à des urgences critiques souvent aux côtés des autres agents de l'AGP : Blank combattit le militant Marshal Kirovan Kafka et sa bête multi-tueuse, mit fin au racket du Body Shop mené par "Fancy" Freddy Sparga et en vint aux mains avec le savant criminel
le docteur Skuba un généticien qui réussit temporairement à renverser le processus qui le changeait en OMAC. Dans l'une de ses aventures, Intercorp, une coalition de scientifiques tenta de l'effacer de l'existence en envoyant le robot Murdermek au XXe siècle tuer le père du héros, Norman Blank, avant sa venue au monde. OMAC remonta le temps pour sauver son géniteur, faisant à cette occasion équipe avec Superman avec lequel il est apparenté dans une autre ligne temporelle.
Après des années de loyaux services, Buddy Blank se retira dans un bunker dans la région de New York et y éleva son petit-fils.
 Le destin de ce dernier après la mort de son grand-père varie selon la ligne temporelle où celui-ci a vécu : dans celle où OMAC n'a pu empêcher le « Grand Désastre », il est devenu Kamandi, le dernier garçon de la Terre, tandis que dans une autre où sa mission a bien été accomplie, le jeune garçon prit l'identité du planétaire Tommy Tomorrow. Dans tous les cas, c'est un héros digne de son grand-père. Lors de « Countdown », Buddy Blank fut redéfini comme un vieux professeur chauve et à la retraite, vivant avec son petit-fils, que Karaté Kid et Duo Damsel allèrent consulter pour identifier la maladie dont souffrait le premier. Il les envoya voir l'Oeil qui avait un contact direct avec lui. Sur la Terre 51, un autre Buddy Blank quitta son travail au laboratoire du Projet Cadmus lorsque le virus Morticcoccus présent dans l'organisme de Val Armorr se répandit dans l'air à son autopsie transformant presque tous les humains en hybrides d'animaux hyperviolents. A l'aide d'Una, il partit secourir sa fille et son petit-fils et les retrouva après un voyage à Metropolis et tous furent alors attaqués par des rats humanoïdes.
 Una et sa fille furent dévorées mais la première parvint à jeter son anneau anti-gravité à Blank qui l'utilisa pour amener son petit-fils en sécurité dans une installation scientifique, le bunker « Command D ». Finalement l'Oeil vint les préserver de la faim en transformant le professeur en OMAC doté d'une volonté propre, ressemblant beaucoup à OMAC.

## For Tomorrow
Dans l'arc For Tomorrow (Pour Demain) de la série Superman (#204-214), scénarisé par Brian Azzarello et dessiné par Jim Lee, apparaissent les versions 3 et 4 de O.M.A.C., humains améliorés créés par des commanditaires non-identifiés.
Le version 3 est un monstrueux mercenaire appelé Equus. La version 4 est un prêtre, le père Daniel Leone, atteint du cancer et manipulé par un mercenaire, M. Orr, afin de le transformer en une arme vivante baptisée Pilate. À la fin de la saga, ces deux versions sont amenées à se battre, sans que leur sort soit déterminé.

## OMAC Project
Une autre forme d'O.M.A.C est au cœur du grand évènement de DC, Infinite Crisis et fait l'objet d'une mini-série O.M.A.C. Project. Ce sont des humains, infectés à leur insu par un virus nanotechnologie issu de la technologie de Brainiac 13. Ils ne sont pas conscient quand le virus est activé, et ne se souviennent ensuite pas d'avoir été activés. Le virus meurt quand l'hôte décède et il est vulnérable aux impulsions électro-magnétiques.
Ils sont contrôlés par le satellite Brother Eye (l'Œil), qui après la mort de Maxwell Lord, déclenche l'activation de tous les OMACs (un million trois cent soizante treize mille quatre centre soixante-deux) pour éliminer les méta-humains, qu'il considère comme une menace pour l'humanité, à la suite de ce que lui a affirmé Maxwell Lord.
Après avoir découvert qu'elle a été transformée à son insu en être artificiel, Sasha Bordeaux réunit les ressources restantes de Checkmate, principalement des agents implantés dans d'autres organisations (Projet M, S.T.A.R. Labs, D.E.O., Suicide Squad, ...) pour s'opposer aux desseins de Brother Eye. Elle transmet certaines des informations ainsi obtenues à Batman. Celui-ci utilise un générateur EMP conçu par Blue Beetle avant sa mort pour neutraliser un grand nombre d'OMACs qu'il a attiré dans le Sahara en en y réunissant un groupe de méta-humains (Wonder Woman, Hal Jordan, Martian Manhunter, Jay Garrick, Wally West, John Stewart, ...). De son côté, Sasha introduit un virus dans leur réseaux.
La série The OMAC Project se termine sur une note dramatique; En effet, Brother Eye arrive à conserver le contrôle de 200 000 OMACs afin d'exterminer tous les super-héros. Ils se revelent que dans la suite d'O.M.A.C. Project; c'est-à-dire Infinite Crisis; que les OMAC étaient dirigés par Alexandre Luthor; fils de Lex Luthor et Lois Lane provenant de Terres alternatives.

## Infinite Crisis
Dans les premiers épisodes d'Infinite Crisis, après s'être réunis au-dessus de Gotham City, les 200 000 OMACs se sont enfuis vers l'île de Wonder Woman pour venger Maxwell Lord.

## Personnalité
OMAC est un héros courageux et noble.

## Pouvoirs capacités et Équipement
Initialement Buddy Blank mesure 170 cm et pèse 64 kg. Buddy Blank peut s'interfacer avec l'Oeil, lee satellite émet alors un rayon d'énergie invisible capté par un processeur spécial dans la ceinture, où qu'il soit sur la planète, lequel libère alors dans son organisme des composés organiques qui le transforment en OMAC, un être nettement plus grand, plus massif et doté des pouvoirs suivants :
- - Une force herculéenne : OMAC peut soulever (ou presser) au moins 70 tonnes.
- - Une vitesse extraordinaire : OMAC est capable de courir plus vite qu'un champion olympique.
- - Une endurance apparemment sans limite : OMAC ne semble pas ressentir la fatigue.
- - Une très grande invulnérabilité : OMAC est à l'épreuve des balles et des températures extrêmes.
- - Le contrôle de sa densité moléculaire : pour se rendre encore plus fort et résistant en l'augmentant ou assez léger pour voler en surfant sur les courants d'air en la diminuant.
- - La génération d'une énergie explosive.
- Buddy Blank peut s'interfacer avec l'Oeil, capable d'ailleurs de transmettre des informations.